# Amanda Polk
Amanda Polk, född 2 augusti 1986 i Pittsburgh i Pennsylvania, är en amerikansk roddare.
Polk blev olympisk guldmedaljör i åtta med styrman vid sommarspelen 2016 i Rio de Janeiro.